# فهرست آثار ملی شهرستان قوچان
فهرست آثار ملی شهرستان قوچان شامل ۴۴ اثر ملی در شهرستان قوچان است که تا ۱۳۹۷ به ثبت رسیده‌اند که سهم این شهرستان در سطح استان خراسان رضوی که بالغ بر ۱۴۰۷ اثر تاریخی ثبت شده دارد معمول است.
تپه زیر فرودگاه قوچان اولین اثر ملی این شهرستان است که در ۲۳ فروردین ۱۳۴۶ خورشیدی در فهرست آثار ملی ایران قرار گرفت.

## آثار ثبت‌شده
| ردیف | نام اثر                               | نگاره          | دیرینگی                                                       | موقعیت | شمارهٔ ثبت | تاریخ ثبت       | منبع   |
| ---- | ------------------------------------- | -------------- | ------------------------------------------------------------- | --- | --------- | --------------- | ------ |
| ۱    | تپه زیر فرودگاه قوچان                 | بارگذاری تصویر | دوران‌های تاریخی پس از اسلام                                   | قوچان - شمال‌غربی فرودگاه قوچان                                                                             | ۶۸۵       | ۲۳ فروردین ۱۳۴۶ | [ ۳ ]  |
| ۲    | تپه غرب پادگان قوچان                  | بارگذاری تصویر | اواخر هزاره دوم پیش از میلاد                                  | شهر قوچان - غرب پادگان شهر                                                                                 | ۶۸۶       | ۲۳ فروردین ۱۳۴۶ | [ ۴ ]  |
| ۳    | تپه جلیغا سی                          | بارگذاری تصویر | هزاره اول پیش از میلاد                                        | قوچان - سر راه شیروان                                                                                      | ۶۸۷       | ۲۳ فروردین ۱۳۴۶ | [ ۵ ]  |
| ۴    | تپه سوزنی                             | بارگذاری تصویر | دوران‌های تاریخی پس از اسلام                                   | روستای شیروان                                                                                              | ۶۸۸       | ۲۳ فروردین ۱۳۴۶ | [ ۶ ]  |
| ۵    | تپه حکم‌آباد                           | بارگذاری تصویر | سده ۶ ق تا دوره صفوی                                          | ۲۲ کیلومتری غرب شهر قوچان به روستای شیروان                                                                 | ۶۹۰       | ۲۳ فروردین ۱۳۴۶ | [ ۷ ]  |
| ۶    | داغیان تپه بزرگ                       | بارگذاری تصویر | اواخر هزاره دوم پیش از میلاد                                  | ۲۲ کیلومتری غرب شهر قوچان                                                                                  | ۶۹۱       | ۲۳ فروردین ۱۳۴۶ | [ ۸ ]  |
| ۷    | داغیان تپه کوچک                       | بارگذاری تصویر | هزاره اول پیش از میلاد                                        | ۲۲ کیلومتری غرب شهر قوچان                                                                                  | ۶۹۲       | ۲۳ فروردین ۱۳۴۶ | [ ۹ ]  |
| ۸    | شهر عتیق قوچان                        | بارگذاری تصویر | سده ۵ و ۶ ق                                                   | ۸ کیلومتری غرب شهر قوچان                                                                                   | ۶۸۹       | ۲۳ فروردین ۱۳۴۶ | [ ۱۰ ] |
| ۹    | منجاق تپه                             | بارگذاری تصویر | سده ۳ تا ۱۰ ق                                                 | روستای ناوخ                                                                                                | ۵۹۴۳      | ۸ مرداد ۱۳۸۱    | [ ۱۱ ] |
| ۱۰   | غار کلر                               | بارگذاری تصویر | احتمالاً دوره ایلخانی                                          | روستای کلر                                                                                                 | ۵۹۴۴      | ۸ مرداد ۱۳۸۱    | [ ۱۲ ] |
| ۱۱   | خانه بحرینی                           | بارگذاری تصویر | دوره پهلوی                                                    | قوچان - خیابان مولوی                                                                                       | ۷۴۹۴      | ۱۲ بهمن ۱۳۸۱    | [ ۱۳ ] |
| ۱۲   | کاروانسرای سهل‌آباد                    | بارگذاری تصویر | اواخر دوره تیموری - اوایل دوره صفوی                           | روستای سهل‌آباد                                                                                             | ۷۶۰۸      | ۱۷ اسفند ۱۳۸۱   | [ ۱۴ ] |
| ۱۳   | رباط شورچه                            |                | دوره قاجار                                                    | روستای شورچه                                                                                               | ۸۲۵۶      | ۲۴ فروردین ۱۳۸۲ | [ ۱۵ ] |
| ۱۴   | حسینیه حاج کریمی                      | بارگذاری تصویر | دوره پهلوی                                                    | قوچان - خیابان امام خمینی                                                                                  | ۸۲۵۷      | ۲۴ فروردین ۱۳۸۲ | [ ۱۶ ] |
| ۱۵   | چنار تپه                              | بارگذاری تصویر | هزاره دوم پیش از میلاد و هزاره یکم پیش از میلاد               | بخش مرکزی - روستای جعفرآباد                                                                                | ۹۲۴۶      | ۲۴ تیر ۱۳۸۲     | [ ۱۷ ] |
| ۱۶   | تپه کربلای جبار                       | بارگذاری تصویر | دوره اشکانیان - دوره ساسانیان                                 | روستای مزرج                                                                                                | ۹۲۴۷      | ۲۴ تیر ۱۳۸۲     | [ ۱۸ ] |
| ۱۷   | سنبل تپه                              | بارگذاری تصویر | تاریخی                                                        | روستای گوگانلو                                                                                             | ۹۲۴۹      | ۲۴ تیر ۱۳۸۲     | [ ۱۹ ] |
| ۱۸   | تپه دیکچه                             | بارگذاری تصویر | دوران پیش از تاریخ ایران باستان - دوران‌های تاریخی پس از اسلام | روستای فیلاب                                                                                               | ۹۵۹۴      | ۲۷ مرداد ۱۳۸۲   | [ ۲۰ ] |
| ۱۹   | حمام شازده                            | بارگذاری تصویر | دوره قاجار                                                    | قوچان - خیابان شهید مطهری، خیابان گوهرشاد                                                                  | ۱۰۱۷۹     | ۲۳ شهریور ۱۳۸۲  | [ ۲۱ ] |
| ۲۰   | حمام سرکاری                           | بارگذاری تصویر | اواخر دوره قاجار                                              | قوچان - حاشیه بازار                                                                                        | ۱۱۰۴۲     | ۱۷ مرداد ۱۳۸۳   | [ ۲۲ ] |
| ۲۱   | معماری صخره‌ای روستای برسلان           | بارگذاری تصویر | سده ۶ و ۱۰ ق                                                  | روستای برسلان                                                                                              | ۱۱۹۰۴     | ۵ تیر ۱۳۸۴      | [ ۲۳ ] |
| ۲۲   | سردابه‌ای روستای رهورد                 | بارگذاری تصویر | دوره تیموری                                                   | روستای رهورد                                                                                               | ۱۱۹۰۵     | ۵ تیر ۱۳۸۴      | [ ۲۴ ] |
| ۲۳   | ورودی هشتی امامزاده سلطان ابراهیم     |                | دوره قاجار                                                    | شهرکهنه ۳۷°۸′۱۴″ شمالی ۵۸°۲۳′۴۴″ شرقی / ۳۷٫۱۳۷۲۲°شمالی ۵۸٫۳۹۵۵۶°شرقی                                       | ۱۱۹۳۶     | ۵ تیر ۱۳۸۴      | [ ۲۵ ] |
| ۲۴   | یخدان نمد مال‌ها                       |                | دوره قاجار                                                    | قوچان - حاشیه جنوبی، روبروی گورستان شهر ۳۷°۶′۴۵٫۴″ شمالی ۵۸°۲۹′۴۳٫۰″ شرقی / ۳۷٫۱۱۲۶۱۱°شمالی ۵۸٫۴۹۵۲۷۸°شرقی | ۱۱۹۳۷     | ۵ تیر ۱۳۸۴      | [ ۲۶ ] |
| ۲۵   | بیمارستان قدیمی قوچان                 | بارگذاری تصویر | دوره پهلوی                                                    | قوچان - خیابان امام خمینی، شبکه بهداشت و درمان                                                             | ۱۳۱۱۲     | ۲۲ مرداد ۱۳۸۴   | [ ۲۷ ] |
| ۲۶   | حمام سولاخیها (صفا)                   | بارگذاری تصویر | دوره پهلوی                                                    | قوچان - خیابان مولوی، نرسیده به چهار راه اول                                                               | ۱۳۳۹۵     | ۲۵ مرداد ۱۳۸۴   | [ ۲۸ ] |
| ۲۷   | بقعه شاهزاده سلطان محمود              | بارگذاری تصویر | دوره ایلخانی                                                  | ۵۰۰ متری غرب روستای رهورد                                                                                  | ۱۳۴۲۶     | ۶ مهر ۱۳۸۴      | [ ۲۹ ] |
| ۲۸   | آب‌انبار شهر کهنه قوچان                | بارگذاری تصویر | دوره قاجار                                                    | شهرکهنه - کوچه بازار، مقابل مجموعه امامزاده سلطان ابراهیم                                                  | ۱۳۴۲۸     | ۶ مهر ۱۳۸۴      | [ ۳۰ ] |
| ۲۹   | انبار قدیمی گمرک باجگیران             | بارگذاری تصویر | پهلوی اول                                                     | انتهای شرق شهر باجگیران                                                                                    | ۱۳۶۶۹     | ۱۵ آبان ۱۳۸۴    | [ ۳۱ ] |
| ۳۰   | تپه قلعه زاوه و کهنه قلعه             | بارگذاری تصویر | هزاره یکم پیش از میلاد - سده‌های اولیه دوران‌های اسلامی         | شمال روستای دیزادیز                                                                                        | ۱۰۴۵۹     | ۲ آبان ۱۳۸۲     | [ ۳۲ ] |
| ۳۱   | تپه حاجی کاهو                         | بارگذاری تصویر | دوران پیش از تاریخ ایران باستان                               | روستای حاجی کاهو                                                                                           | ۱۰۴۶۰     | ۲ آبان ۱۳۸۲     | [ ۳۳ ] |
| ۳۲   | محوطه ارگ روستای مزرج                 | بارگذاری تصویر | سده ۵ تا ۱۰ ق                                                 | روستای مزرج                                                                                                | ۱۱۶۷۴     | ۲۴ اسفند ۱۳۸۳   | [ ۳۴ ] |
| ۳۳   | تپه دراو                              | بارگذاری تصویر | دوران پیش از تاریخ ایران باستان                               | کردکانلو                                                                                                   | ۱۰۹۱۶     | ۲۷ بهمن ۱۳۸۲    | [ ۳۵ ] |
| ۳۴   | گله دوش تپه و پناهگاه زیرزمینی برسلان | بارگذاری تصویر | سده ۶ - ۱۰ ه                                                  | ۱ کیلومتری شمال روستای برسلان                                                                              | ۱۳۴۲۷     | ۶ مهر ۱۳۸۴      | [ ۳۶ ] |
| ۳۵   | بازارچه قوچان                         | بارگذاری تصویر | اوایل دوره صفوی - اواخر دوره قاجار                            | قوچان - میدان امام خمینی، ابتدای خیابانهای امام خمینی، امام زمان، مطهری و شهید بهشتی                       | ۱۷۸۷۲     | ۱۴ اسفند ۱۳۸۵   | [ ۳۷ ] |
| ۳۶   | بار تپه                               | بارگذاری تصویر | سده‌های اولیه اسلامی                                           | ؟ | ۲۹۵۲۹     | ۹ آذر ۱۳۸۹      | [ ۲ ]  |
| ۳۷   | تپه نادر یساقی                        | بارگذاری تصویر | سده ۶ - ۹ ه                                                   | روستای یساقی                                                                                               | ۲۹۵۳۱     | ۹ آذر ۱۳۸۹      | [ ۲ ]  |
| ۳۸   | سیاه تپه                              | بارگذاری تصویر | هزاره یکم پیش از میلاد                                        | ؟ | ۲۹۵۳۳     | ۹ آذر ۱۳۸۹      | [ ۲ ]  |
| ۳۹   | تپه رضاقلی                            | بارگذاری تصویر | عصر مس، سنگ و آهن                                             | ؟ | ۲۹۵۳۴     | ۹ آذر ۱۳۸۹      | [ ۲ ]  |
| ۴۰   | اشرف تپه                              | بارگذاری تصویر | سده‌های اولیه اسلامی (سلجوقی)                                  | ؟ | ۲۹۵۳۵     | ۹ آذر ۱۳۸۹      | [ ۲ ]  |
| ۴۱   | تپه شورچه ۱                           | بارگذاری تصویر | هزاره چهارم تا هزاره دوم پیش از میلاد                         | ؟ | ۳۰۲۸۱     | ۱۰ آذر ۱۳۸۹     | [ ۲ ]  |
| ۴۲   | تپه شورچه ۲                           | بارگذاری تصویر | تاریخی - سده‌های اولیه اسلامی                                  | ؟ | ۳۰۲۸۲     | ۱۰ آذر ۱۳۸۹     | [ ۲ ]  |
| ۴۳   | تپه فتح‌آباد                           | بارگذاری تصویر | سده‌های اولیه اسلامی                                           | ؟ | ۳۰۴۶۸     | ۸ دی ۱۳۹۰       | [ ۲ ]  |
| ۴۴   | تپه کوزه گران (قوچان)                 | بارگذاری تصویر | هزاره دوم پیش از میلاد - تاریخی                               | ؟ | ۳۰۴۷۱     | ۸ دی ۱۳۹۰       | [ ۲ ]  |